# Historia del caballo en Gran Bretaña

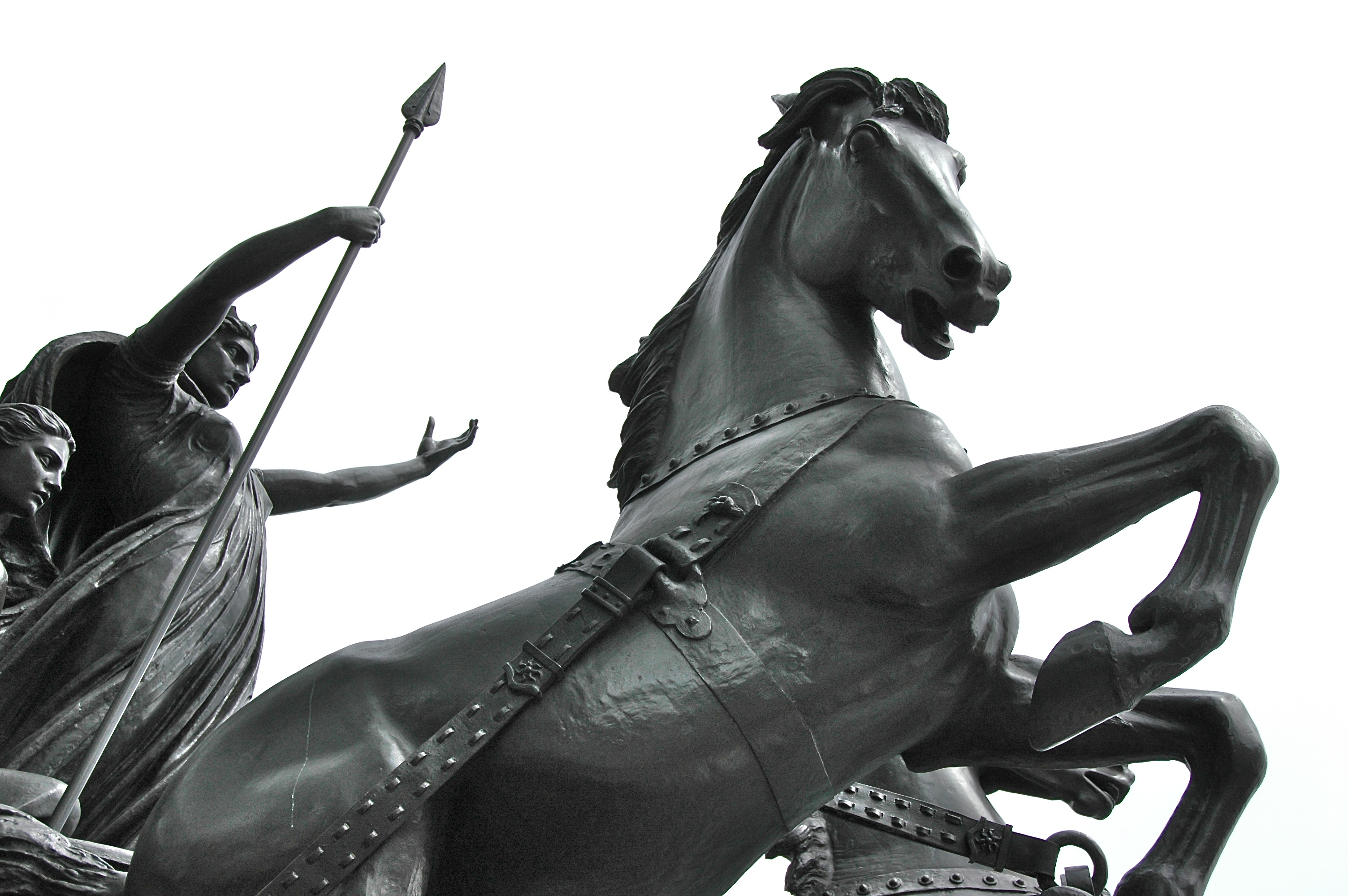
Detalles de la estatua del Caballo de Boudica, en Londres.

La historia del caballo en Bretaña comienza con los restos de caballo encontrados en Pakefield (Suffolk) ―datados del 700 000 a. C.― y en Boxgrove (West Sussex) ―datados del 500 000 a. C.―. Los primeros humanos eran activos cazadores de caballos, y se han encontrado varios hallazgos de la Edad de Hielo en diferentes lugares. En ese tiempo, la tierra que ahora forma las islas británicas era parte de la península unida al continente europeo en un área baja actualmente conocida como Doggerland, por la que los animales terrestres pudieron migrar libremente entre lo que es ahora Gran Bretaña y Europa. La domesticación del caballo, y su uso para jalar los vehículos, comenzó en Bretaña desde 2500 a. C.; en el tiempo de la conquista romana de Britania, los britanos podían juntar ejércitos que incluían miles de carros de guerra tirados por caballos.
El mejoramiento del caballo como meta y la crianza de caballos como un negocio, datan de la Edad Media. El rey Juan I de Inglaterra importó cientos de corceles flamencos, y Eduardo III de Inglaterra importó cincuenta corceles españoles. Además, varios conventos y abadías poseían sus propias ganaderías. Algunas leyes fueron aprobadas para restringir y prohibir las exportaciones de los caballos y para el sacrificio de caballos que se consideraran indeseables.
En el siglo XVII, ciertas razas de caballos fueron identificadas como adecuadas para propósitos específicos, y nueva maquinaria agrícola fue diseñada para caballos de tiro. Los rápidos carruajes tirados por equipos de caballos pura sangre podrían ayudar a la mejora del viaje, y los propietarios de los carruajes poseían cientos de caballos para apoyar al comercio. La energía de vapor sustituyó el papel de los caballos en la agricultura a mediados del siglo XIX, pero los caballos siguieron siendo utilizados en la guerra al menos varias décadas más, debido a que su velocidad y agilidad en terrenos difíciles no se veía afectada. En los años ochenta, los caballos de trabajo habían desaparecido de Gran Bretaña, y ahora se usan solo con fines recreativos.

## Época del Pleistoceno
Los restos de caballo más antiguo que se han encontrado en el área que ahora es Gran Bretaña e Irlanda datan de mediados del Pleistoceno. Dos especies de caballo han sido identificadas en Pakefield (Anglia Oriental) ―datadas del 700 000 a. C.―.
Un hueso del hombro de un caballo dañado por una lanza fue descubierto en Eartham Pit, Boxgrove, datado del 500 000 a. C., lo que demostró que los primeros homínidos eran cazadores de caballos en el área en esa época.
Estudios geológicos han descubierto cómo la tierra que ahora comprende las islas británicas fue uniéndose y separándose periódicamente del continente europeo por un puente de tierra, que se extendía aproximadamente desde la actual costa de Yorkshire del Norte hasta el Canal de la Mancha. La formación más reciente de dicho puente tuvo lugar hace unos 9000 años. Dependiendo de las subidas y bajadas del nivel del mar asociado con los avances y retrocesos de los hielos en las glaciaciones, los humanos y la fauna pudieron migrar entre estas áreas. Conforme el clima cambiaba, los cazadores podían seguir a sus presas, incluyendo a los equinos.
A pesar de que gran parte de la Gran Bretaña de esa época está ahora debajo del mar, han sido descubiertos restos en tierra que muestra que los caballos estaban presentes y eran cazados en este periodo. Descubrimientos significativos incluyen un diente de caballo datado entre 55 000 y 47 000 a. C. y huesos de caballo datados entre 50 000 y 45 000 a. C., recuperados de la cueva Pin Hole, en el barranco Creswell Crags en North Midlands; restos más lejanos de la misma era fueron encontrados en la Caverna Kent.
En la cueva de Robin Hood, también en Creswell Crags, un diente de caballo datado entre 32 000 y 24 000 a. C. fue encontrado. Esta misma cueva conserva uno de los primeros ejemplares de arte prehistórico en Bretaña: un grabado de un caballo, en un pedazo de hueso de caballo.
Por otro lado, una figura de diosa tallada de un hueso de caballo datada de alrededor del 23 000 a. C., fue recuperada de la cueva Paviland (en Gales del Sur).
Los restos de caballo que datan de finales de este periodo (alrededor del final del último periodo glacial) fueron encontrados en Farndon Fields, Nottinghamshire, y datan de alrededor del 12 000 a. C.
Mother Grundy's Parlour, también en Creswell Crags, contiene restos de caballos con marcas de cortes indicando que la caza de caballos ocurrió alrededor de 10 000 a. C.
Un estudio en la Cueva Victoria en Yorkshire del Norte encontró un hueso de caballo mostrando marcas de cortes datadas de alrededor de ese tiempo.

## Período Holoceno
El periodo Holoceno comenzó hace aproximadamente 11 000 años y continúa hasta el presente.
Identificado con el actual periodo de calentamiento, conocido como «estadio marino isotopo 1» o MIS por sus siglas en inglés. El Holoceno es considerado un periodo interglaciar en la actual Era de Hielo. Los restos de caballo encontrados en Gran Bretaña datan del período Mesolítico, o a mediados de la Era de Piedra, a principios del Holoceno. A pesar de que parte del Mesolítico de Bretaña ahora está debajo del Mar del Norte, del Mar de Irlanda y del Canal de la Mancha, el material que puede ser evidencia arqueológica de la presencia del caballo en Gran Bretaña continúa siendo arrastrada hacia el mar, por los ríos y la erosión costera.

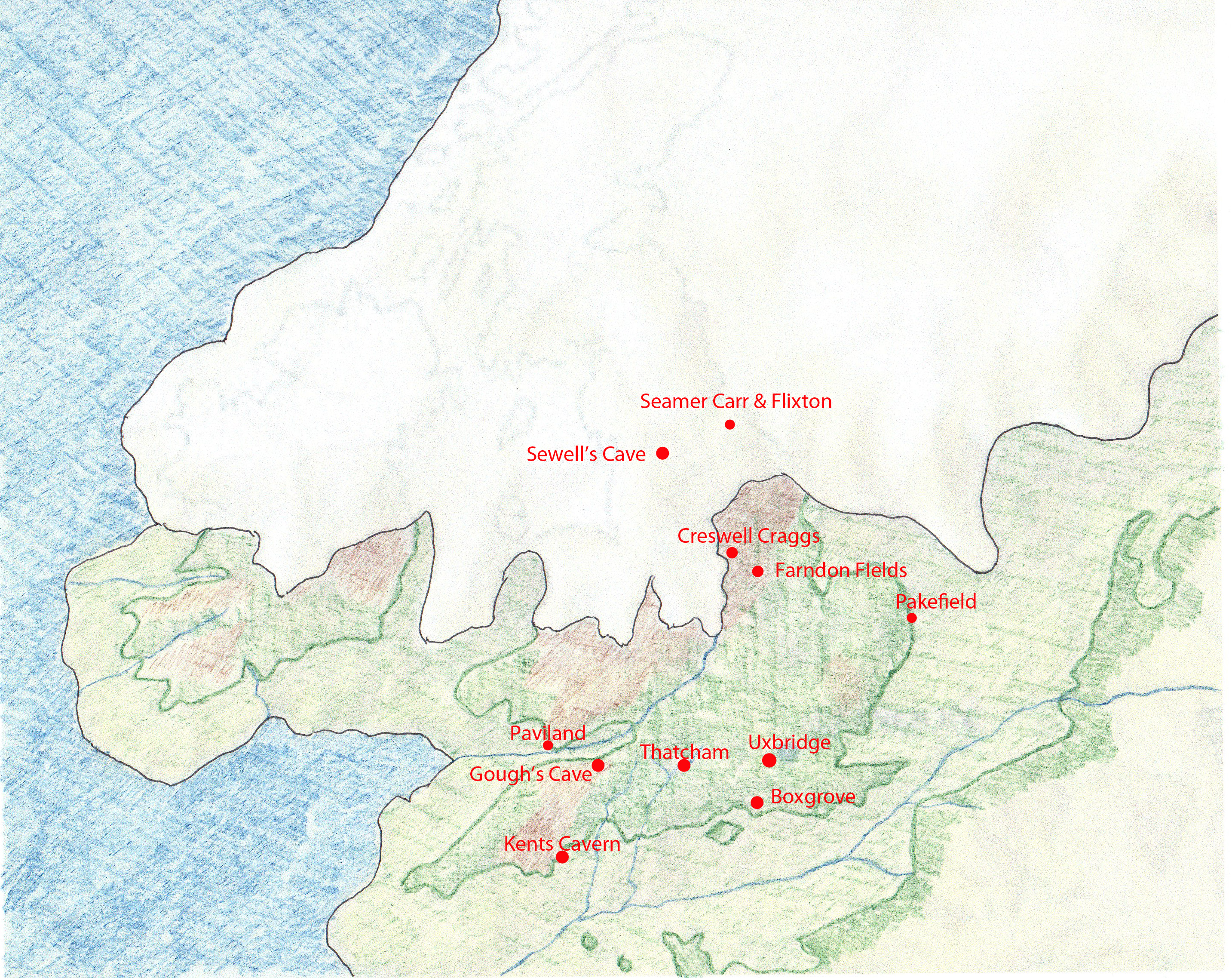
Mapa de la Era de Hielo de la península de la cual las islas británicas se formaron, mostrando sitios donde se encontraron restos de caballo del Pleistoceno y Holoceno.

Durante el último periodo glacial, la parte más al norte de la península de la cual Bretaña fue formada, fue cubierta por hielo glacial, y el nivel del mar era aproximadamente 120 metros por debajo de lo que es hoy en día. Este glacial avanzó y retrocedió varias veces durante este periodo, y gran parte de los que hoy es el Mar del Norte y el Canal de la Mancha eran una expansión de la tundra baja, la cual, en alrededor del 12 000 a. C. se extendió al norte hasta casi quedar paralelo con Aberdeenshire, al este de Escocia.
En 1998, el arqueólogo B.J. Coles nombró a esta zona Doggerland, en la cual el Río Támesis corría un poco más al norte que su ruta actual, uniéndose con el río Rin fluyendo al oeste hacia el Océano Atlántico a lo largo de la línea de lo que es ahora el flujo actual del Canal de la Mancha.
Los cazadores humanos rondaban esta tierra, la cual, alrededor de 8000 a. C., tenía una variedad de litorales como lagunas, pantanos, playas, ríos, arroyos, y lagos. Esta zona pudo haber sido la más rica en caza de animales terrestres, de aves y como zona de pesca disponible para las personas de Europa del periodo Mesolítico.
Los restos de caballo que datan de 10500 a 8000 a. C. han sido recuperados de la cueva de Sewell, Flixton, Seamer Carr, Uxbridge y Thatcham.
Por otro dalo, los que datan de alrededor de 7000 a. C. han sido encontrados en la cueva Gough en Cheddar.
A pesar de que hay una falta aparente de restos de caballo entre 7000 a. C. y 3500 a. C., hay evidencia de que los caballos salvajes aparecieron en Bretaña después de que esta se convirtiera en una isla (alrededor del año 5500 a. C.). Algunos huesos de caballos salvajes predomesticados han sido encontrados en tumbas del tipo Severn-Cotswold de la Gran Bretaña Neolítica, datados de alrededor de 3500 a. C.

## Domesticación en tiempos prerromanos

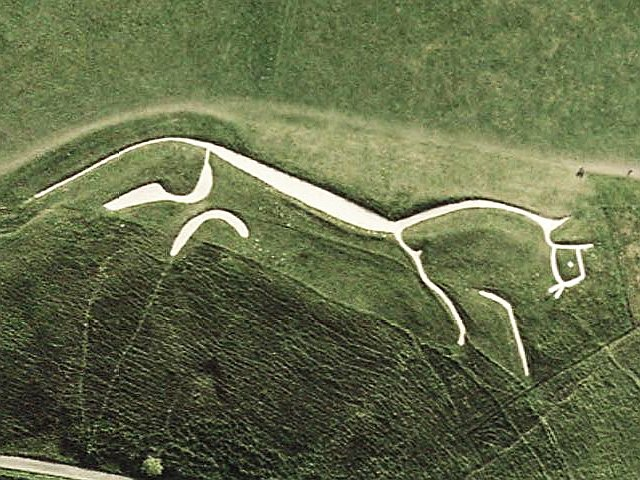
Figura en la colina, caballo blanco de Uffington de la Era del Bronce.

Desde aproximadamente 2000 a. C. los caballos domesticados estuvieron presentes durante la Era de Bronce en Gran Bretaña. Los arreos de los caballos de la Edad de Bronce incluían riendas las cuales se ha encontrado que las utilizaban para sujetar los caballos a los vehículos; ruedas de carreta de la Edad de Bronce han sido encontradas en Flag Fen y Blair Drummond, este último data de hace 1255-815 años a. C., aunque estos vehículos pudieron ser tirados por bueyes. Falta evidencia de la Era de Bronce sobre caballos siendo montados, aunque evidencia de ser montados a pelo pudo haber estado en materiales los cuales no sobrevivieron o no han sido encontrados; pero los caballos fueron montados en la batalla de Gran Bretaña a finales de la Era de Bronce.
Ponis domesticados an en Dartmoor en 1500 a. C. aproximadamente.
En excavaciones de los sitios en Gran Bretaña de la Edad de Hierro se han recuperado, de las fosas rituales, huesos de caballo de un templo cerca de Cambridge, y aproximadamente en una veintena de la Edad del Hierro, han sido encontrados restos de carros funerarios, incluyendo el de una mujer descubierto en Wetwang Slack.
La mayoría de los carros funerarios de la Edad del Hierro de Gran Bretaña están asociados con la cultura Arras, y en varios casos los carruajes fueron desmantelados antes del funeral. La excepciones son los carros de Ferrybridge y Newbridge, los cuales son los únicos que fueron enterrados intactos. El entierro de Newbridge ha sido fechado por radiocarbono hacia 520-370 a. C., y el de Ferrybridge es posible se ser de la misma fecha.
Hacia finales de la Edad del Hierro, hay más evidencia del uso del caballo en transporte y en la batalla, y por el comercio entre los habitantes de Gran Bretaña y de otras culturas.
Una colección de los artefactos de la Edad de Piedra de Colina Polden en Somerset incluyendo una gran variedad de tesoros de los objetos o cosas del caballo, y una rara, carrillera de aleación de cobre fundido que data de finales de esta era, La prerromana Edad del Hierro fue encontrada en St Ewe, Cornwall.
El caballo fue una figura importante en la Edad de Bronce y en la Edad de Hierro de la religión y mitología Celta, y es simbolizada en una figura en la colina del caballo blanco de Uffington, cerca del fuerte en la colina de la Edad de Hierro del Castillo Uffington en Oxfordshire.

## De la Bretaña Romana a la Conquista de Normanda en Inglaterra

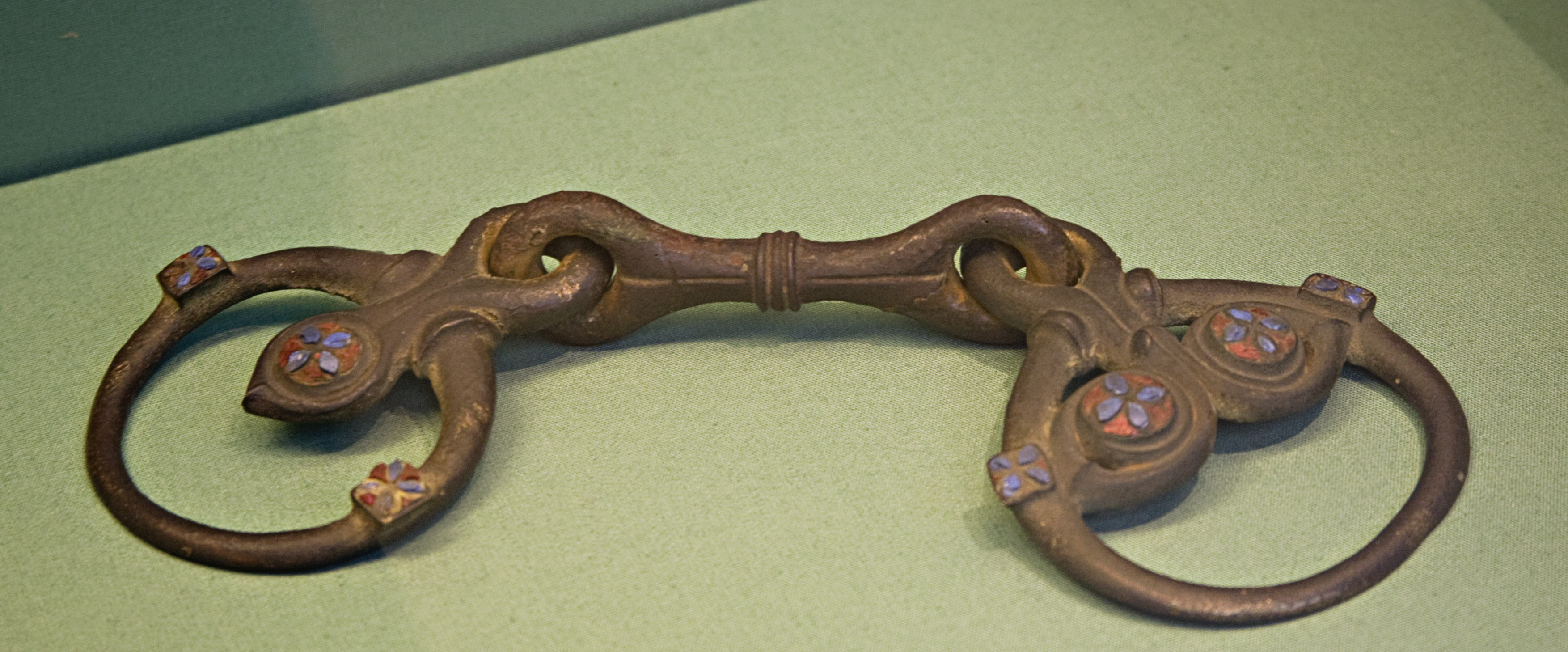
Frenos para las riendas de caballo, c. AD 50–100

En los tiempos en los que Julio César invadió Gran Bretaña en 55 a. C., los habitantes de Gran Bretaña incluían jinetes experimentados. Las fuerzas de César se encontraron con jinetes británicos y carretas de guerra, las carretas respaldaban a los jinetes galos que los acompañaban.
Posteriormente, César se enfrentó a una resistencia organizada liderada por Cassivellaunus, con alrededor de 4000 carros de guerra. Al este de los Peninos, los romanos también se encontraron con los gabrantovici, o ‘guerreros a caballo’.
La propagación y el desarrollo de la caza y domado del caballo fue tal, que algunas piezas de este periodo fueron recuperados, como: frenos, bocados, uniones de correa y riendas de carreta; estos han sido utilizados para indicar la retirada de los grupos dirigentes de los ingleses durante la conquista Romana a Gran Bretaña.
Una gran cantidad de estiércol de caballo ha sido encontrado en un pozo de la fortaleza Romana en Lancaster, Lancashire, la cual era una base para la caballería en los siglos I y II.
Los huesos de 28 caballos han sido encontrados en un pozo Romano en Dunstable, Bedfordshire, la cual era una estación de mensajería Romana en Watling Street, en donde los caballos eran mantenidos. A estos caballos los habían matado por su carne; una causa posible es un resurgimiento del culto Celta a la diosa Epona, protectora de los caballos, burros y mulas, esto puede explicar los cadáveres enterrados en todo Dunstable, con «especial cuidado».
Enterrados con los humanos en un cementerio de los siglos IV y V, estos caballos representaban la creencia de que Epona protegía su muerte.

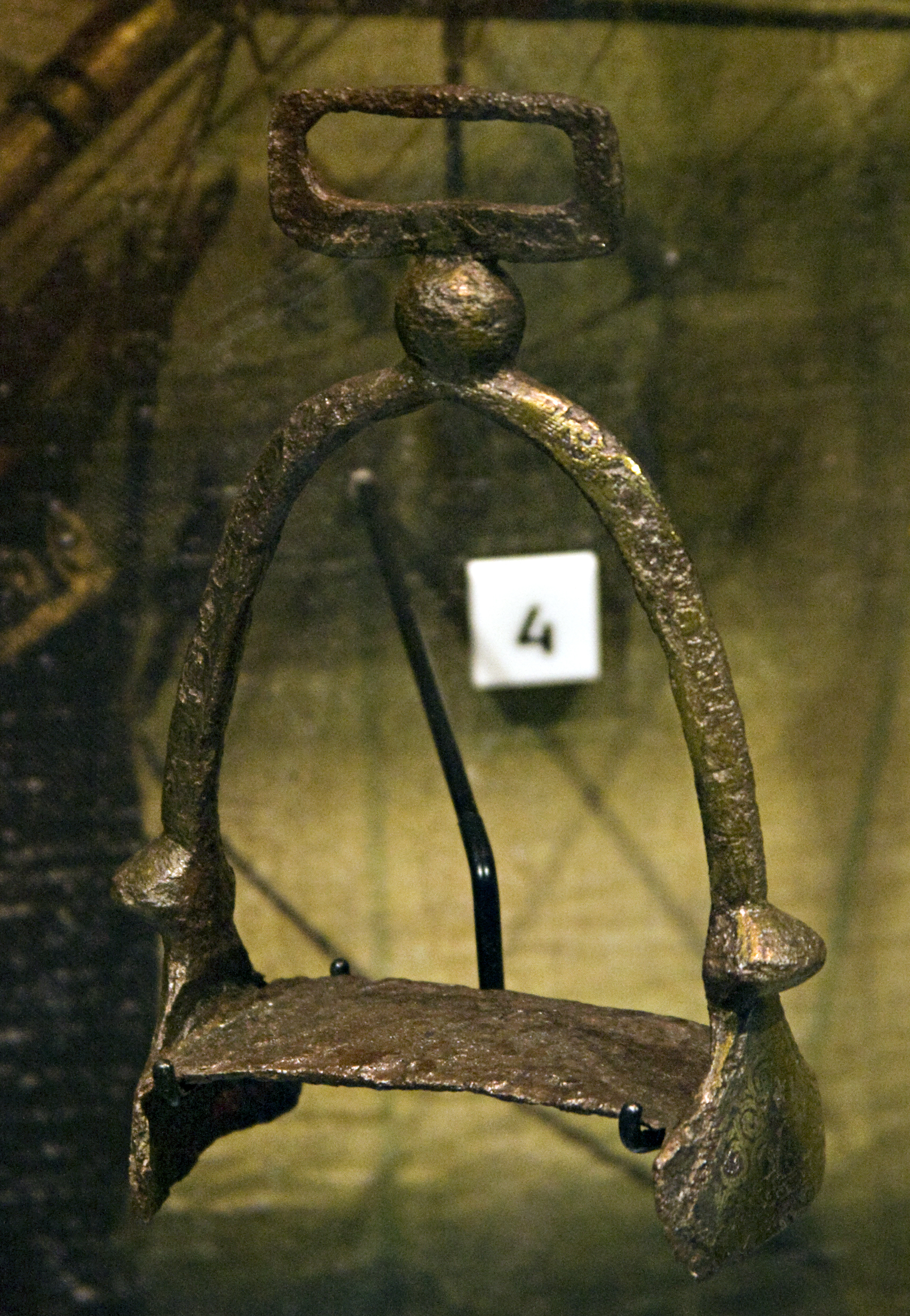
Estribo del siglo X encontrado en el Río Támesis

Uno de los primeros registros de caballos británicos los reconocía por sus cualidades y las fechas de exportación de la época de los romanos; muchos caballos británicos fueron llevados a Italia para mejorar su linaje nativo.
Alguna de las primeras evidencias de que los caballos eran usados para el deporte en Gran Bretaña, también datan de tiempos Romanos, una arena para las carreras de carros ha sido descubierta en Colchester, Essex.
Desde el siglo V, el papel del caballo en la cultura Anglosajona es ilustrada en parte por la cantidad de palabras para «caballo» en el inglés antiguo. Hacían una distinción entre cart horse o caballos de tiro (2 palabras), pack horse o caballos de carga (2 palabras), riding horses o caballos para montar (2 palabras), horse for breeding o caballos para la cría (3 palabras, machos o hembras), horse suitable for Royalty and Aristocracy o caballos especiales para la realeza o para la Aristocracia(4 palabras de las cuales 3 fueron principalmente utilizadas en la poesía), y warhorse o caballo de guerra (1 palabra).
No había una palabra para el caballo de arado y no había evidencia de que los caballos fueran utilizados para eso en los tiempos Anglosajones, cuando esto aún lo hacían los bueyes; pero en el Libro Domesday registra a los caballos usados para la agricultura en 1086.
Los caballos eran usados principalmente para transporte de bienes y personas; numerosos topónimos británicos tal como Stadhampton, Stoodleigh y Studham, hacían referencia a las caballerizas para mantener a las manadas de caballos; además, estribos] y espuelas anglosajonas han sido encontradas por los arqueólogos.
Los caballos también fueron corridos como deporte, y una pista de carreras en Kent es mencionada en una carta del rey Edred en 949.
Hay evidencia de que los caballos eran comidos ocasionalmente, posiblemente en un crudo invierno o los montaban durante 5 años y después eran sacrificados por su carne; pero hay muchas referencias y fuentes de tiempos medievales que indican que los anglosajones asignaban un alto valor a los caballos.
Estos eran incluidos en el precio por tierras y en herencias y otros regalos, y los sirvientes de los reyes incluían a los caballerangos o a los mariscales.
Numerosos caballos y establecimientos de crianza de caballos fueron registrados en el Libro Domesday; sin embargo, muchos más caballos debieron ser omitidos probablemente, dada la necesidad de caballos para montar y para tiro de carros.
Solo 71 herreros fueron registrados en el Libro Domesday, pero otros pudieron haber sido «ocultados bajo el título de otras clases».
En Hereford, 6 herreros fueron obligados a proveer 120 herraduras cada año para el mantenimiento de los caballos de los guerreros.

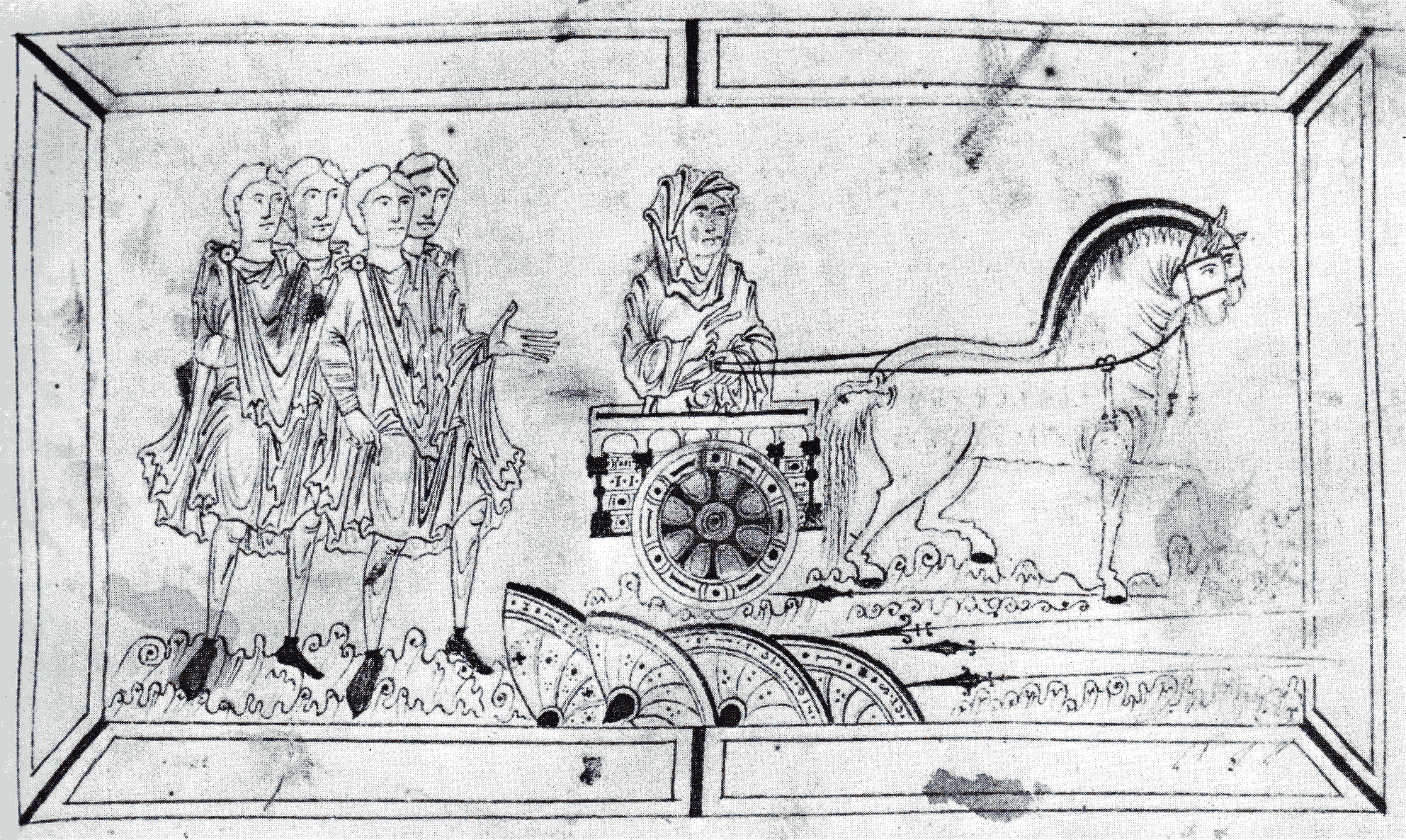
Ilustración del siglo X de dos caballos tirando a luxus

Los caballos tenían gran significado dentro del paganismo Anglosajón. El historiador del siglo VIII Bede, de Jarrow, en Northumbria, escribió que los primeros caciques, en el siglo V, fueron Hengist y Horsa - palabras en inglés antiguo para «cimarrón» y «caballo», respectivamente.
Los estudiosos modernos consideran a Hengist y Horsa como deidades de caballos veneradas por los anglosajones paganos, evemerizado a los ancestros de la realeza anglosajona, y derivada de los gemelos divinos de la religión protoindoeuropea, con cognados en varias culturas indoeuropeas.
Los caballos aparecen frecuentemente en asuntos concernientes a eventos milagrosos en el contexto de la cristiandad anglosajona. en el siglo VII, un caballo se registró por revelar pan caliente y algo de carne a San Cuthbert cuando estaba hambriento, empujando paja del techo de un cobertizo; y, cuando Cuthbert sufría de una enfermedad en la rodilla, fue visitado por un ángel a caballo, quien lo ayudó a sanar la rodilla.
En el siglo VIII, el obispo anglosajón Willibald de Eichstätt escribió que, cuando una fuente de agua fresca era necesitada para el monasterio, en el sitio donde murió St Boniface, en el reino de Frisia, el suelo cedió ante las patas delanteras de un caballo, y, cuando el caballo era liberado, una fuente de agua mineral salió de la tierra y formó un arroyo.
En el siglo X, el rey Edmundo I fue reportado de haberse salvado de la muerte mientras cazaba a un venado a caballo, cuando rezó por su perdón de su maltrato a san Dunstán, y después lo hizo abad de Glastonbury: el caballo se detuvo en el borde de un acantilado, en el cual el venado y los perros de caza ya habían caído. en una ocasión posterior, un caballo callo muerto bajo Dustan cuando escuchó una voz del cielo diciéndole que el rey Eadred había muerto.

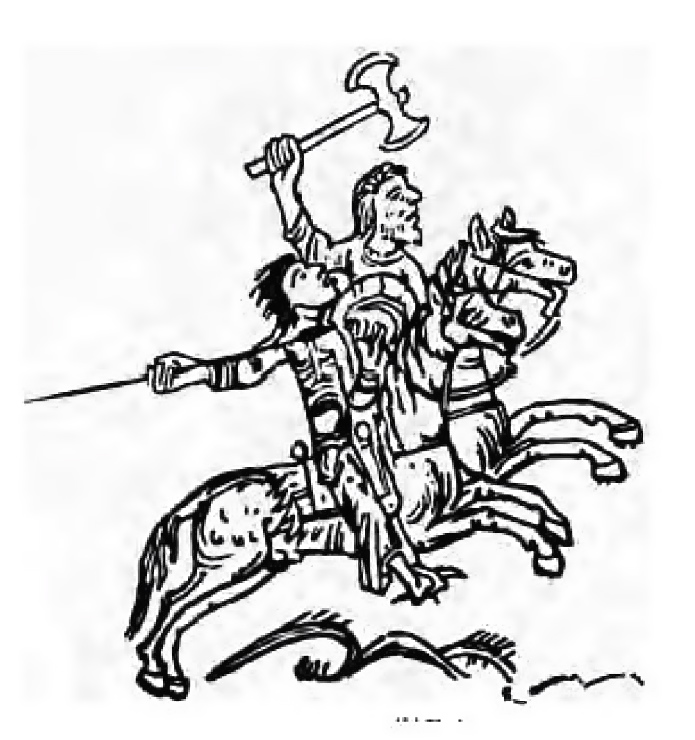
Guerreros anglosajones a caballo con sillas, frenos y estribos: siglo XI, antes de 1066

A pesar de que hay referencia de jinetes vikingos peleando en el siglo X en la batalla de Sulcoit (en Irlanda), el principal uso que le daban a los caballos en Gran Bretaña ―algunos de los cuales los capturaron o incautaron, y algunos de los que traían con ellos― era para facilitar los viajes rápidos.
Este es el propósito central para lo que los caballos eran utilizados en Inglaterra anglosajona, particularmente en la guerra, dado que el conflicto entre varios reinos anglosajones requería viajas largas distancias. En el siglo VII, el rey Penda de Mercia, en Inglaterra central, llevó a sus ejércitos hacia el norte a Bamburgh, cerca de 50 millas (80km) al norte de Hadrian's Wall; y Oswaldo de Northumbria fue asesinado peleando contra los mercianos en Shropshire.
Estos ejércitos probablemente montaron a caballo en la guerra, y el mantenimiento de los caballos requirió muchos, o quizás todos, quien ocupó la tierra bajo los reyes anglosajones.
En el siglo VII, un guerrero anglosajón fue enterrado junto con su caballo en Sutton Hoo; tallados en cruces de piedras anglosajonas muestran a guarreros a caballo; y caballos de guerra fueron registrados en el libro Domesday.
En el siglo XI, los guerreros anglosajones pelearon a caballo exitosamente contra los Vikingos, las armadas galas y escocesas, este último incluyendo a los aliados de los Normandos.
El duque William de Normandía llevó caballos a través del Canal de la Mancha cuando invadió Inglaterra en 1066, y el resultado de la batalla subsecuente, batalla de Hastings, ha sido descrita como «la victoria inevitable de la caballería sobre una indefensa infantería».
La batalla de Hastings tuvo lugar durante el mandato del rey Haraldo II de Inglaterra, en su antiguo condado y posterior centro de sus propiedades como rey; pero no tomó más de tres semanas después de haber tomado una armada del norte y derrotó a los invasores noruegos, bajo el rey Harold Hardrada, en la batalla de Stamford Bridge, cerca de York. Harold de Inglaterra para entonces fue «fuerte en la caballería».
Sin embargo, esa batalla había agotado los recursos ingleses del rey en el sur, y, a pesar de esto, el reforzó su ejército en Londres en el camino de ir a encontrarse con los invasores Normandos, la fuerza que el trajo a la batalla de Hastings fue menor que en la batalla de Stamford Bridge.
Ninguna caballería fue desplegada:

Esta fue una decisión técnica. [...] Las tropas inglesas resistieron cuatro caballerías de Normandía antes ellos habían finalmente cedido y esto bien pudo deberse a la muerte de sus comandantes además de la superioridad de las tropas del oponente.
Times Higher Education

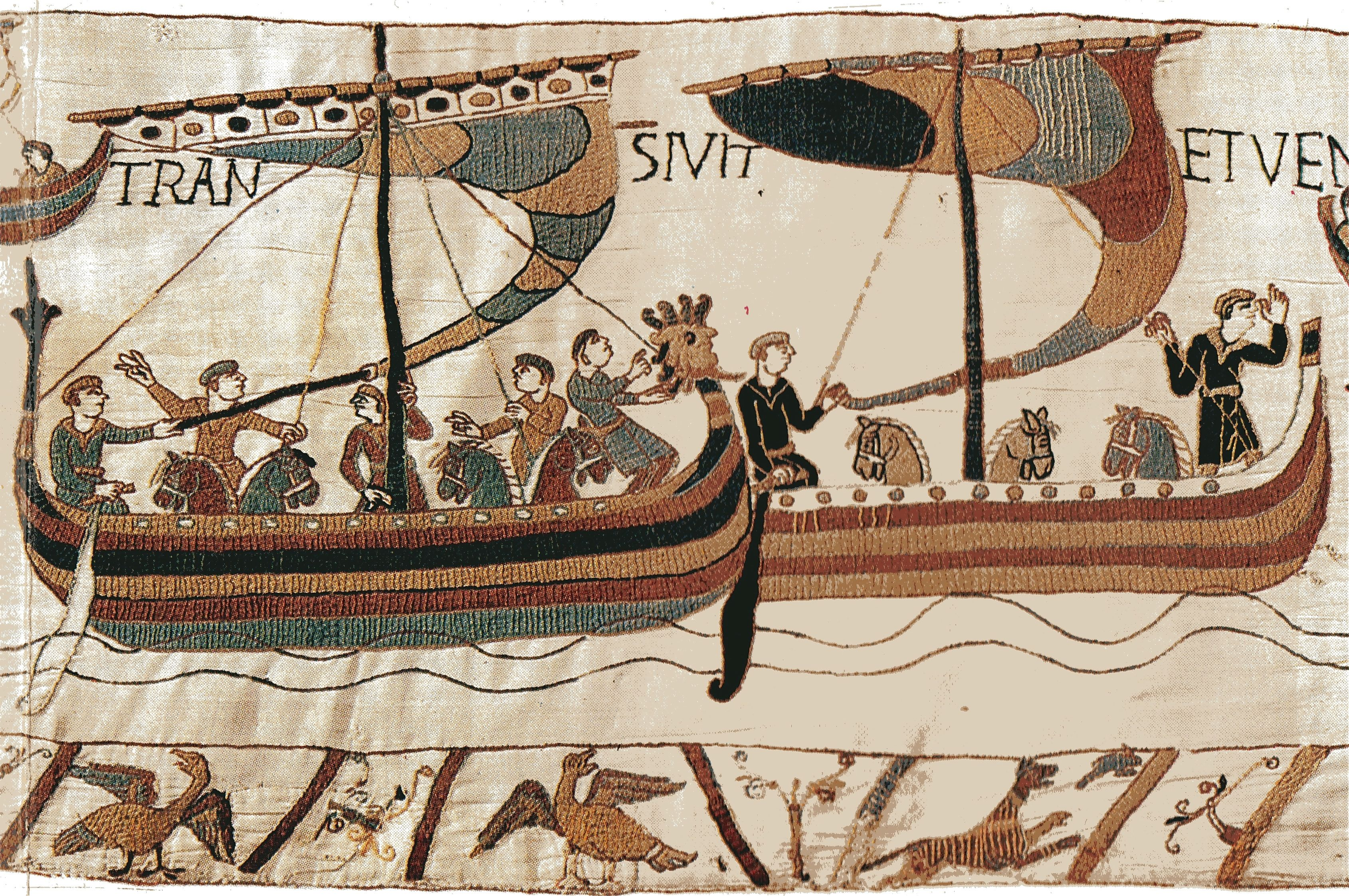
Normandos del siglo XI navegando caballos a Inglaterra:Tapiz de Bayeux

A pesar de que estas tropas montadas habían sido descritas como caballería, sus armas y armaduras eran similares a las de los soldados que iban a pie, y ellos no peleaban como un grupo organizado en el sentido en el que las caballerías normalmente deberían funcionar.

## Periodo medieval a la era industrial
El perfeccionamiento de los caballos para varios propósitos empezó formalmente en la era medieval. El rey Alexander I de Escocia (c. 1078 – 1124) importó dos caballos de origen oriental a Bretaña, en la primera documentación de caballos orientales importados.
El rey Juan de Inglaterra (1199-1216) importó 100 corceles flamencos para continuar con el perfeccionamiento del «gran caballo» para torneos y crianza.
En la coronación del rey Eduardo I de Inglaterra y de su reina Eleanor de Castile en 1274, la realeza y burgueses invitados, dieron cientos de sus caballos, a quien los quisiera.

Cuando el rey Edward estaba sentado comiendo el rey Alexander III de Escocia fue a hacerle un servicio...y cien caballeros con él, montados y formados. Y cuando eran la luz de sus caballos, ellos dejaban ir a sus caballos a donde quisieran, y quienes los atrapara los tenía para su beneficio. El Earl de Pembroke y el Earl de Warenne cada uno dejó un caballo propio, y cien de sus soldados hicieron lo mismo. Y cuando ellos se despidieron de sus caballos los dejaron ir a cualquier lugar, y ellos podrían llevárselos a su gusto.

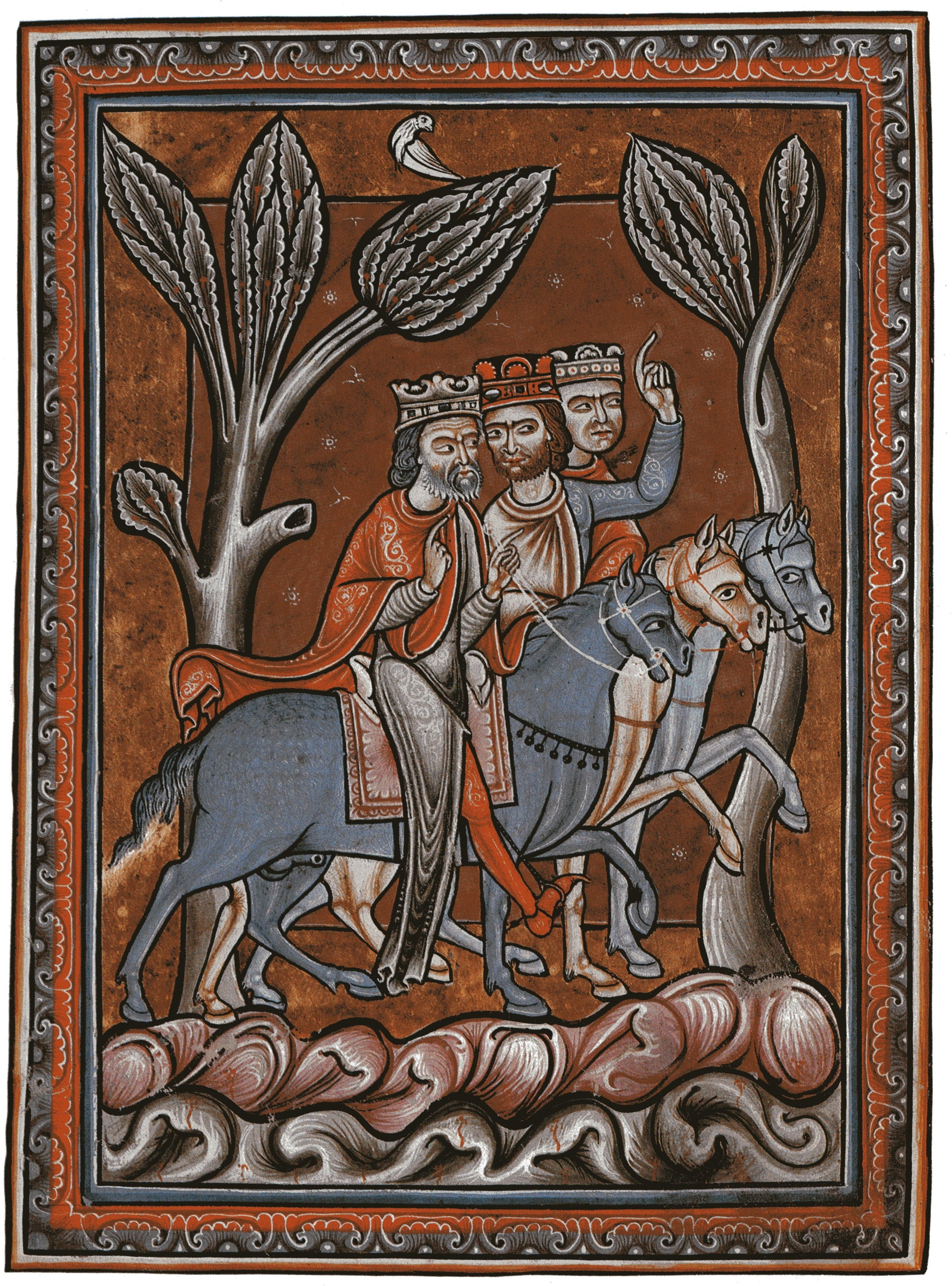
Ilustración inglesa de caballos reales del siglo XII

El rey Eduardo III de Inglaterra (1312-1377) importó 50 corceles españoles, y tres «grandes caballos» de Francia. Él era un apasionado impulsor de la caza, el torneo, y las carreras de caballo, en las que los caballos españoles eran conocidos como «caballos corredores» que era en donde principalmente participaban.
La propiedad de los caballos era común en el siglo XII. Tanto los inquilinos como los propietarios de las tierras estaban involucrados en el arado de la tierra para los cultivos en un nuevo relativo sistema abierto de campo, y usaban a los caballos para este trabajo. El uso de los caballos y las carretas iba incrementando para transporte de bienes e implementos de granja; los campesinos eran obligados a transportar sus cosas en sus propias carretas, a pesar de que el más pobre tuviera que confiar un solo caballo para todo el trabajo de la granja. La necesidad de carretear provocó una comunicación revolucionada entre pueblos.
La crianza de caballos era un negocio continuo; en el siglo XIV, La Abadía de Hexham tenía 80 yeguas de cría, la Abadía de Durham poseía dos granjas de caballerizas, la abadía de Rievaulux tenía uno, Gilbert d'Umfraville, Angus de Earl, en Escocia, tenían grandes tierras de pastoreo para yeguas, y la crianza de caballos era manejada tanto en el este como en el oeste de los Paninos.

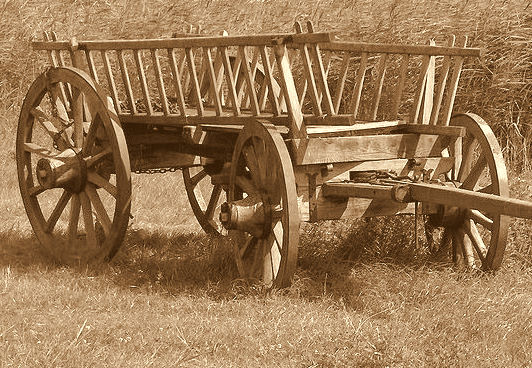
Vagón de cuatro ruedas

La introducción de los caballos de tiro, vagón de cuatro ruedas en Inglaterra, fue desde principios del siglo XV hasta finales, esto significaba que cargas más pesadas podrían ser acarreadas, pero trajo la necesidad de que un equipo de caballos acarrearan esas cargas tan pesadas a lo largo de los pobres caminos de esa época. Donde las cargas eran adecuadas, y el suero era excepcionalmente podre, los equipo de caballos tenía una ventaja sobre los vagones ya que necesitaban menos manejadores, eran más rápidos, y podían viajar en caminos más difíciles.
Para ese tiempo, los caballos de mensajería eran de uso general en la era de la mensajería de los pueblos en las principales rutas de Inglaterra.
Estos eran usados por mensajeros reales con mandatos u órdenes del Consejo Privado del Reino Unido para contratar caballos a mitad de precio, pero podían ser retrasados si todos los caballos disponibles estuvieran ya apartados. En 1482, mientras en Escocia, el rey Eduardo IV establecía un relevo entre los jinetes desde Londres hasta Berwick-upon-Tweed, esto permitía que los mensajes fueran transmitidos en dos días, y aparentaba imitar un sistema utilizado por Luis XI de Francia.
Los comerciantes de Londres establecieron un sistema privado de mensajería a caballo para la correspondencia con Calais, Francia, en 1496.
Enrique VIII nombró al primer máster de la mensajería Británica en 1512: el estableció másteres de la mensajería locales, cuyos mensajeros llevarían correo real de una estación a otra a caballo, en un sistema que «combinaba varios modelos europeos».
A principios de siglo XVI, los equipos de caballos comenzaban a reemplazar a los equipos de bueyes en trabajo de arado en Gran Bretaña debido a su gran velocidad, fuerza y agilidad, particularmente en suelos suaves; en suelos duros, los equipos de bueyes tenían ventajas, ambos porque podían jalar de manera continua, pero más lento, y porque podían trabajar a pesar de ser alimentados solo por pastoreo. Mientras que la collera, que le permitía al caballo mayor libertad de jalar las cargas pesadas, fue utilizada en el oeste de Europa en el siglo X, y pudieron ser mostrados en el Tapiz de Bayeux del siglo XI o XII.
El uso de los equipos de caballos en Gran Bretaña fue posible en parte debido al incremento de las granjas de avena, un alimento básico para caballos de trabajo duro.
Durante la Guerra de los Cien años de los siglos XIV y XV, el gobierno inglés prohibió la exportación de caballos en tiempos de crisis; en el siglo XVI, Enrique VII probó varias leyes relacionadas con la crianza y exportación de caballos con el fin de mejorar el abastecimiento británico, en la cual fue prohibido para permitir la no castración de los caballos para poder ser transferidos a los campos o para llevarlos a tierras comunes; «tenían que ser limitados y atados en los establos». Estas reglas causaron inconveniencias, y la práctica de castrado de caballos se extendió. En 1535, Enrique VIII aprobó el Acta de Crianza de Caballos dirigido a mejorar la altura y fuerza de los caballos; ningún corcel menor a 15 manos (152 cm) y ninguna yegua menor a 13 manos (132 cm) eran permitidos para estar en tierras comunes, o para estar libres, y a ningún potrillo de 2 años menor a 11.2 manos (114 cm) le era permitido estar en un área con yeguas. Cacerías en tierras comunes fueron forzadas, y cualquier corcel por debajo de la altura límite era sacrificado, junto con «todos los caballos miniatura, yeguas y potros no deseados» 
Enrique VIII también estableció un establo de crianza de caballos importados como los caballos jennet españoles, caballos napolitano, caballos hobby irlandés, caballos flamencos o caballos de tiro, y rocinantes escoceses, o caballos para montar.
Sin embargo, en 1577 se informó que esto tenía un «pequeño efecto», poco después, en el reinado de la Reina Isabel I, Nicholas Arnold se decía que tenía los «mejores caballos de Inglaterra».
Durante los sucesivos regímenes de las reinas María I de Inglaterra e Isabel I, las leyes fueron introducidas con el propósito de reducir el robo de caballos, requiriendo que todas las transacciones de venta de caballos fueran registradas. Las leyes sobre los sacrificios de los caballos «bajos de estatura» fueron parcialmente derogadas por Isabel I en 1566. Las áreas de poca calidad de tierra no podían soportar el peso de los caballos deseados por Enrique VIII, y fueron exentados por su pobreza... «Ellos no les era permitido criar corceles para buenas crías como el estatuto 32 de Enrique VIII, sin peligro de enlodar y perecer de ellos». Esto permitió a michos británicos criar ponis de montaña y páramos para escapar de la masacre.
La expansión de la población humana en Bretaña durante el mandato de Isabel, y la resultante necesidad de mejora en el transporte, incrementó la demanda de buenos caballos. El transporte a caballo era tan extenso que en el tiempo en que en una mañana solo 2200 caballos fueron contados en el camino entre Shoreditch, justo al norte de Londres, y Enfield, cerca de 14.6 millas (23 km) al norte.
Durante el periodo de los Tudor y de los Estuardo la propiedad de caballos era más generalizada en Gran Bretaña que en Europa, pero sufrió un declive en el duro ambiente económico a finales del siglo XVI y principios de XVII. Con la recuperación económica, el número de propietarios de caballos incrementaron de nuevo. El viajar se volvió más común, además de la contratación de caballos; sin embargo, una práctica común en ese tiempo era que un viajero comprara un caballo para su viaje, y lo vendían al llegar a su destino.
Los caballos han sido corridos en Inglaterra por cientos de años desde tiempos del rey James VI de Escocia (1567-1625), pero el trajo el deporte como lo conocemos ahora desde Inglaterra hasta Escocia mientras él fue rey de las dos naciones (1603-1625);el organizaba carreras públicas en muchos lugares, y continuo importando animales de calidad para desarrollar un nuevo, ligero, y más rápido tipo de caballo.

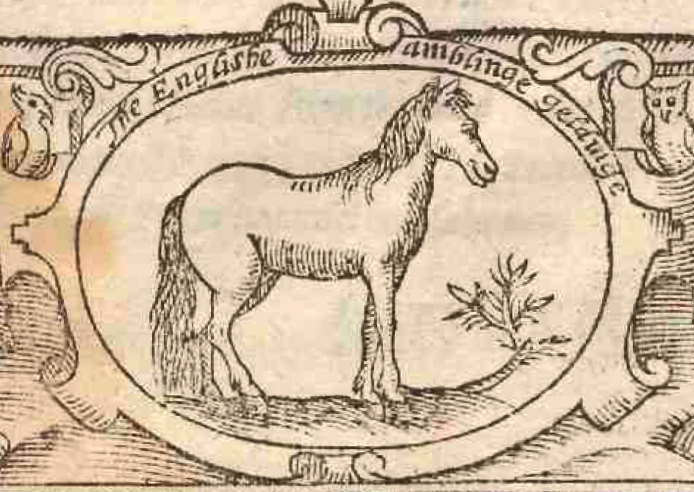
«El propósito inglés de castrado»: Gervase Markham, 1617

Cuando Gervase Markham publicó su Cavalarice o el jinete inglés en 1617, los granjeros no solo utilizaban caballos de carga, para granja o carretas, también utilizaban caballos de crianza para montar y conducir. Markham recomendó cruzar caballos nativos con otras razas para propósitos particulares, por ejemplo: caballos Turcos o Hobbies Irlandeses para una cruza y producir animales para montar, caballos Frisón y Flanders ara producir caballos ligeros para conducción, y caballos Bosque Negro los cuales son caballos alemanes de tiro pesado, para desarrollar animales que puedan cargar pesos muy grandes.
Los caballos indicados eran muchos, y algunas de sus primeras menciones de razas específicas, como los caballos Cleveland y losSuffolk Punch datan de ese tiempo.
Muchos caballos holandeses fueron importadas por el rey William III (1650-1702) cuando descubrió que los caballos de carreta ya existentes no tenían la fuerza para jalar en los Fens. Estos caballos fueron llamados como lincolnshire blacks (o ‘viejos caballos negros ingleses’), y los caballos de tiro pesado inglés de ahora son sus descendientes. A mediados del siglo XVII, la reputación de los caballos ingleses era tan buena en Europa que, de acuerdo a Sir Jonas Moore en 1703, «desde la amenaza a la paz con Francia, los franceses les ofrecían tres veces el valor de sus caballos».
Durante el mandato de Carlos I de Inglaterra (1625-1649), la pasión por las carreras y los caballos de carreras, y por los caballos rápidos para la caza de campo, se convirtió en el objetivo principal de crianza de caballos a tal grado de que hubo una escasez de caballos pesados usados en torneos y en la guerra. Esto derivó en quejas, como todavía eran usados por su fuerza, tipos de caballos más poderosos eran requeridos. La Revolución Inglesa, de 1642 a 1651, interrumpió las carreras de caballos; Oliver Cromwell prohibió las carreras de caballos y ordenó que todos los caballos de carreras y los espectadores de esos eventos deberían de ser incautados. Él se preocupaba en la crianza de animales indicados para la caballería, al mejorar la crianza cruzada de caballos de carreras ligeros con los caballos de trabajos pesados, y produjo un nuevo tipo de caballo llamado warmblood.
La exportación de cualquier caballo, a excepción de los castrados, estaba prohibida, y el final de la guerra implicó dificultades a los criadores de caballos, ya que la demanda de sus caballos redujo considerablemente; pero el comercio ilícito de caballos floreció con los europeos más ricos, quienes querían comprar los mejores especímenes ingleses. No fue hasta 1656 que la legislación sobre la exportación de caballos fue removida.
Con la Restauración de la monarquía en 1660, la crianza de caballos de calidad comenzó de nuevo a prosperar.

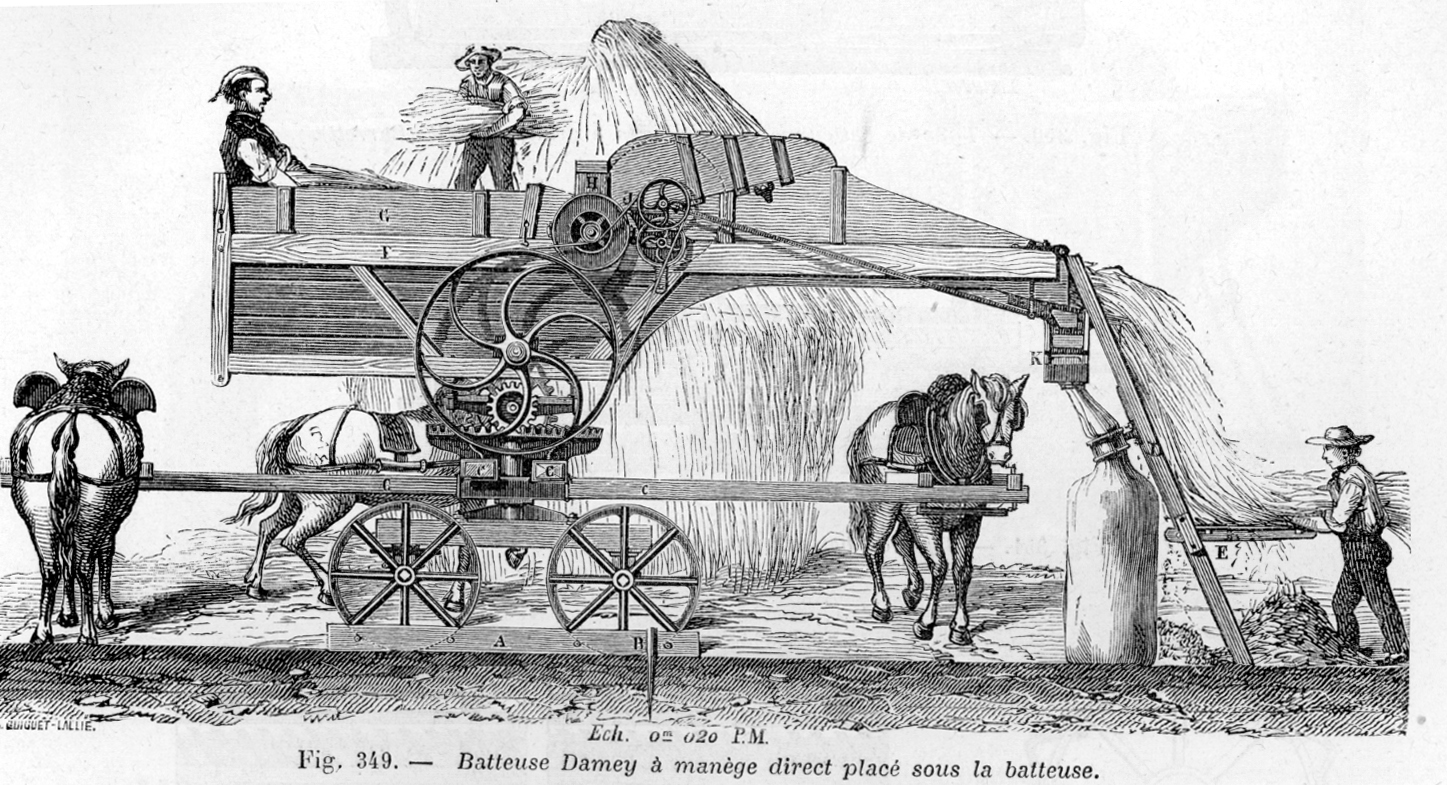
Trilladora impulsada por caballos

Los implementos en la agricultura impulsada por caballos fueron mejorados durante este periodo. Para 1600, se desarrolló un guillotina para arado más ligera la cual podía ser jalada por dos caballos, la «guillotina de arado neerlandés», fue usado en el este de Inglaterra; este fue seguido en 1730 por la «guillotina ligera de arado Rotherham», la cual no tenía ruedas o movimiento para arado. Era advertido que los tiempos del arado se redujeron en una tercera parte, o su uso requería de menos potencia del caballo por el mismo tiempo de arado. La mejorada sembradora y la aza de caballo fue inventada por Jethro Tull en 1731; pero tomó más de cien años en que estos artefactos se convirtieran para uso común.
Las primeras trilladores impulsadas por caballos, las cuales eran instaladas permanentemente en los graneros, fueron desarrolladas hacia finales del siglo XVIII.
El uso de entrenadores de caballos rápidos, conocidos como «entrenadores de vuelo», comenzó en 1669. Viajando entre Londres y Oxford para entrenar, implicaba quedarse en Beaconsfield una durante la noche, pero la Universidad de Oxford organizó un proyecto para permitir la competencia de un viaje entre el amanecer hasta el atardecer. El proyecto fue exitoso, y fue rápidamente copiado por la Universidad de Cambridge; para finales del reinado de Carlos II de Inglaterra, en 1685, los entrenadores de vuelo corrían tres veces a la semana de Londres a todas las ciudades importantes, en buenas condiciones llegaban a cubrir cerca de cincuenta millas por día.
El caballo purasangre fue desarrollado por estos tiempos, con yeguas nativas cruzadas con caballos árabes, turcos y caballos bereber para producir excelentes caballos de carreras; el Libro general genealógico, el cual daba claros y detallados pedigríes, fue por primera vez publicado alrededor de 1790's, y el linaje a los caballos purasangre puede ser localizado con gran precisión hacia 1971.
Los caballos corrían en carreras con patrocinadores, por la monarquía ellos cargaban pesos aproximados de 12 piedras (76kg) más que el peso normal de 8-10 piedras (51-64kg), indicando que las carreras de caballos, la caza y el salto a caballo se originó con la necesidad de que tuvieran entrenamiento militar.

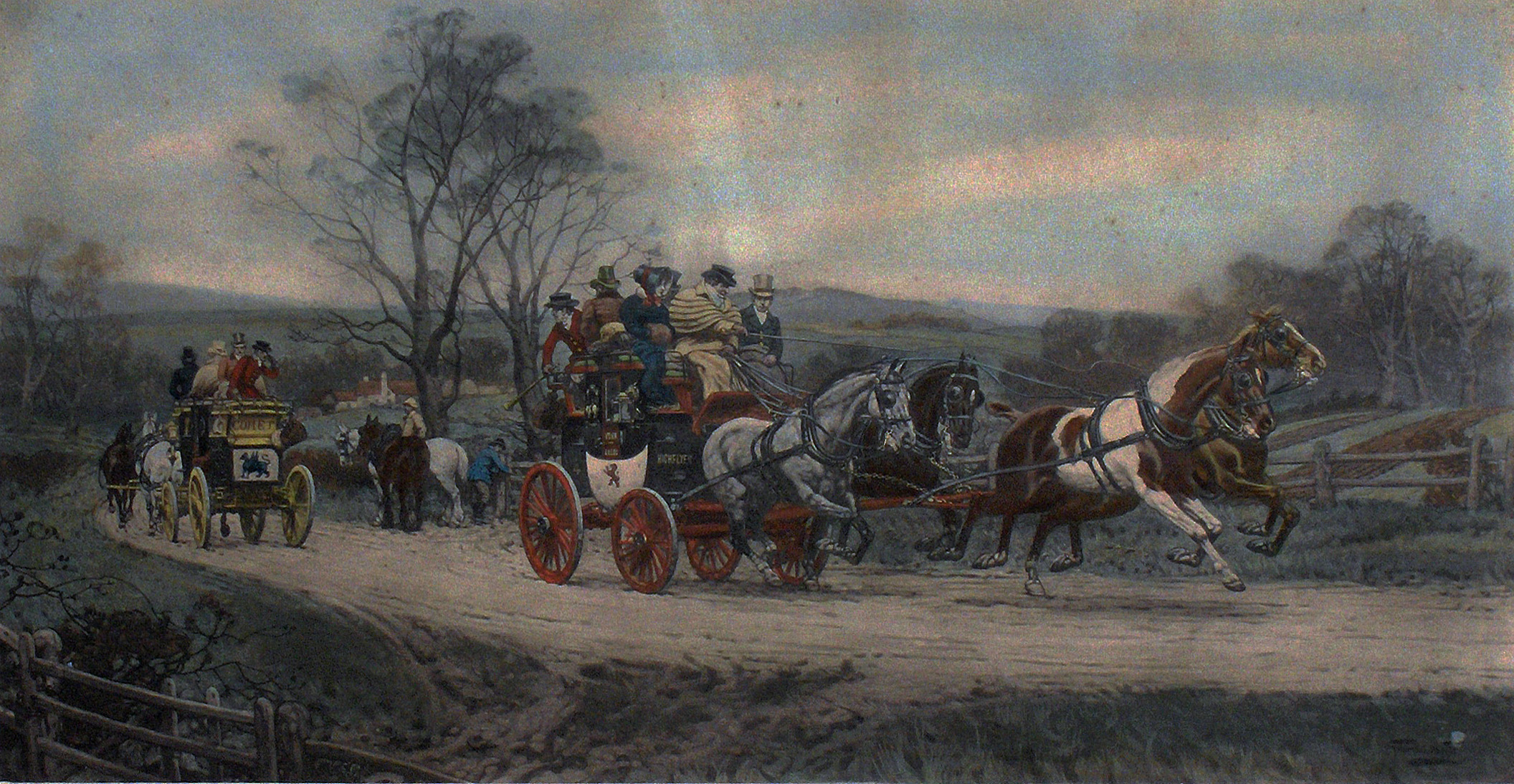
La era del Entrenamiento

El entrenamiento para el servicio de correo hacia finales del siglo XVIII, fue agregado al existente uso de los entrenadores rápidos. Los caballos requeridos para estos entrenamientos rápidos eran producidos por la cruza de yeguas de granja pesadas con los caballos de carreras más ligero, como una combinación de rapidez, agilidad, resistencia y fuerza requerida. mientras que la aristocracia y la nobleza pagaban precios altos por equipos de caballos de calidad, los granjeros vendían sus mejores animales al mejor postor, quedándose con los de menor calidad para ellos, o para vender como caballos para montar.
El comercio de entrenamiento creció para el transporte de mercancías; algunos transportes públicos fueron prohibidos por los granjeros, quienes podían conservar más caballos en sus granjas y más baratos que aquellos que tenían que comprar para comida y forraje. Sin embargo, los propietarios de los centros de entrenamiento contaban con la mayoría del comercio. En muchos casos un propietario solo trabajaba a su equipo de caballos en el distrito local, pero los que tenían muchos establecimientos de entrenamiento, y podían proveer transporte a distancias mucho mayores. Una ventaja para los propietarios es que los pasajeros no solo usaban el transporte, sino también se quedaban y pagaban en sus establecimientos, frecuentemente para pasar la noche ahí. Algunos de los propietarios de los establecimientos poseían cientos de caballos.

## SiglosXIXyXX

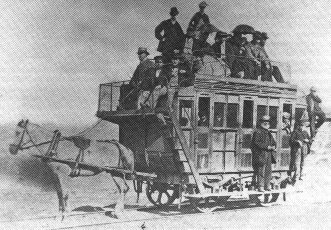
Caballos tirando de un vehículo de pasajeros en las vías de Swansea y Mumbles en 1870.

Los caballos seguían siendo la fuente de poder primaria de la agricultura, minería, transporte y guerra, hasta el surgimiento de la máquina de vapor. La vía de Middleton había sido establecida para uso industrial por el Acta del Parlamente en 1785; el Parlamento también permitió la construcción de las vías de hierro Surrey, intencionadas para cargar bienes, en 1801, y las vías de Oystermouth, posteriormente conocida como las vías de Swansea y Mumbles, en 1804. Estos inicialmente utilizaban caballos de tiro para los vehículos, pero los avances en las máquinas de vapor lo hacían más barato que los caballos, y más útiles como fuente de poder locomotor en las vías férreas.
Las vías Swansea y Mumbles fue la primera en transportan pasajeros que pagaban, desde 1807, y pronto fue seguido por muchos otros, con el Parlamento aprobando cerca de una nueva ley sobre las vías por año hasta 1821. Par 1840, varias vías habían sido puestas, formando redes como las había creado George Hudson; el número de millas de las vías se expandió de 1497 (en 1840) hasta 6084 (en 1850), y los entrenadores de caballos de tiro se volvieron obsoletos para distancias muy largas.
El uso de la máquina de vapor también comenzó a hacer redundante el uso del caballo para trabajos de granja. En una carta a la Revista de Granjeros de 1849, Alderman Kell de Ross-on-Wye, Herefordshire, comentó que «suficiente… ya se había dicho, sin embargo, tal vez matemáticamente incorrecto, para demostrar que el mantenimiento de los caballos era mucho más caro a comparación con la máquina de vapor, la cual solo come cuando trabaja».
Con la invención de la máquina portable en 1840s, promovida por la Sociedad Real de Agricultura en Inglaterra, las máquinas de vapor podían ser utilizadas por las granjas pequeñas. Un hombre podía invertir en una máquina portable de vapor, y recuperar su costo al contratarla para la recolección de heno y de la cosecha; el único uso de los caballos era mover la máquina de un lugar a otro.
Había cerca de 3.3 millones de estos caballos a finales de la época victoriana en Gran Bretaña.
En 1900 cerca de un millón de estos eran caballos de trabajo, pero para 1914, este número había descendido entre 20 000 y 25 000.

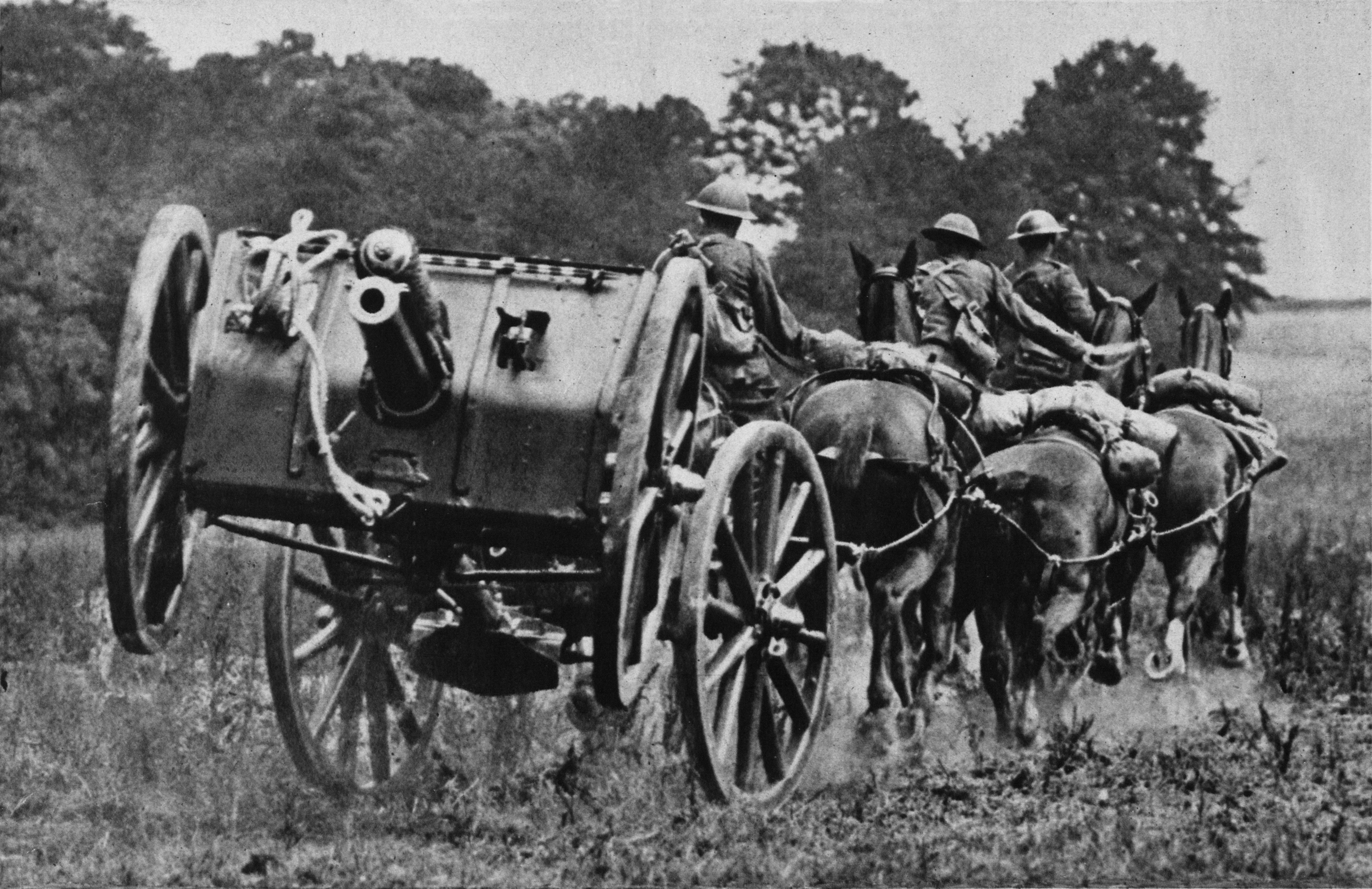
Seis caballos del equipo de la Artillería Real de Caballería con un cañón de 13 libras a velocidad, Primera Guerra Mundial

Los caballos y ponis comenzaron a utilizarse en los pozos mineros de Bretaña en el siglo XVIII, para transportar carretas de carbón y mineral del lugar de trabajo a los ascensores, en las minas profundas, o a la superficie en minas menos profundas. Muchos de estos ponis eras ponis Shetland, por su tamaño y su gran fuerza. Un establo con el único propósito de criar ponis para los pozos fue establecido en 1870 por el propietario de la mina de carbón, Frederick Stewart, 4° marqués de Londonderry, y la Sociedad del Libro del Establo de los Ponis Shetland fue formado e 1890 para detener el uso de los mejores cimarrones para los pozos.
Para 1984, sólo 55 ponis de pozo eran usados por la Junta Nacional del Carbón en Gran Bretaña, principalmente en el actual pozo en Ellington, Northumberland. Un caballo llamado Robbie, probablemente el último en trabajar bajo el suelo en minas británicas, se retiró de la mina en Pant y Gasseg, cerca de Pontypool, en mayo de 1999.
En la Primera Guerra Mundial, los caballos eran utilizados en combate para las cargas de caballería, y mantuvieron los mejores medios para transportar a los exploradores, mensajeros, carros de suministro, ambulancias, y artillería rápida en el campo de batalla; el caballo podía recuperarse por sí solos en cierta medida por medio del pastoreo, y podían entrar a terrenos que las máquinas de la época no podían.
Sin embargo, esta guerra tuvo un efecto devastados en la población de caballos ingleses. Como miles de caballos fueron producidos para el esfuerzo que demandaba la guerra, algunas razas habían disminuido en número y estaban en riesgo de desaparecer.
Muchas razas fueron salvadas por los esfuerzos dedicados por los pocos criadores quienes formaron sociedades de crianza, rastreando a los animales restantes y los registraron.

## sigloXXI

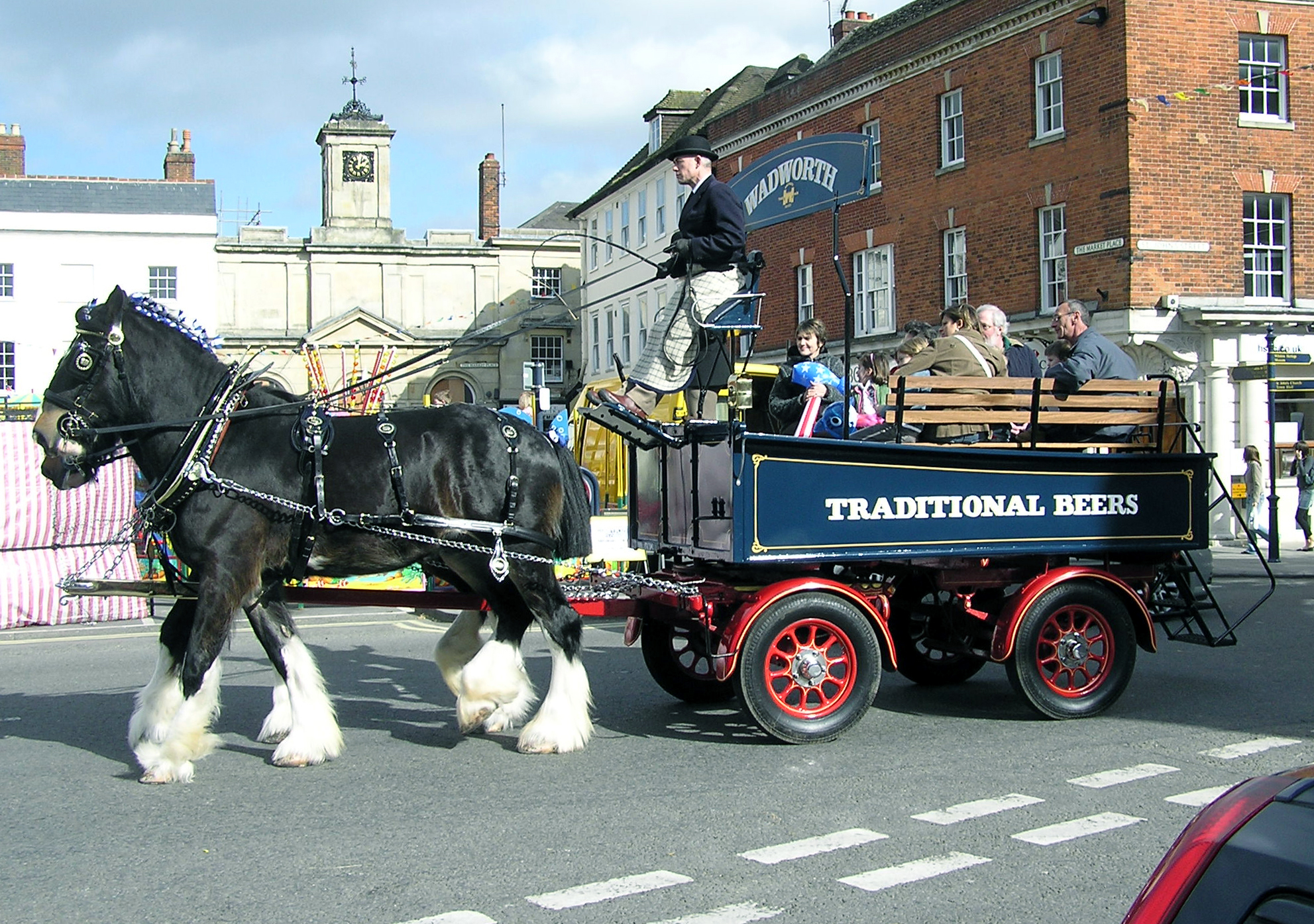
Caballos shire en Wadworth Brewery tirando de un carruaje en 2007.

Los caballos de trabajo han desaparecido de las calles de Gran Bretaña en el siglo XXI; a excepción de algunos caballos de tiro pesado de carros de cervecería o rastras. Sin embargo, cuando la joven cervecería dejó de producir en Wandsworth, Londres, en 2006, puso fin a más de 300 años de uso de caballos de tiro por la cervecería: su equipo de caballos Shire se retiraron del trabajo de reparto y se les dio una nueva carrera con el caballerango líder, ofreciendo el equipo de caballos pesados para conducir como un evento recreativo, a pesar de que continuaron apareciendo en ceremonias de inauguración para los nuevos bares de Young y para otros eventos de publicidad.
Aún hay caballos que trabajan en las cervecerías en otras áreas, como los caballos Shire de la Cervecería Wadworth en Devizes,
Wiltshire, paro los equipos de trabajo cada vez son más raros. En algunas áreas, como en el New Forest, los granjeros locales y los plebeyos usan caballos para reunir miles de ponis semi-salvajes que pastan en el bosque abierto durante la temporada de deriva, y la policía montada británica usa los caballos para controlar a las multitudes, pero otros como los de sus áreas de nicho, los caballos en Gran Bretaña hoy en día son mantenidos casi exclusivamente para fines de recreación. Ellos compiten en todas la disciplinas ecuestres, llevan a sus jinetes de novato a avanzado en caminatas al aire libre como entrenamiento, también se les conoce como vacaciones a caballo, trabajan en escuelas ecuestres, proporcionan Equinoterapia, y son compañeros muy amados además de que pueden ser caballos hack. Los caballos y jinetes de Gran Bretaña han ganado numerosa medallas por participar en Equitación en los Juegos Olímpicos de verano.